# Solanina
A solanina é um glicoalcalcaloide, tóxico de sabor amargo que apresenta fórmula molecular  C45H73NO15. É formado por um alcaloide, a  solanidina, e por uma cadeia lateral de um carbo-hidrato. É encontrado de modo natural em  folhas, frutos e tubérculos de algumas plantas (por exemplo, a batata e o  tomate). Acredita-se que as plantas a sintetizam para protegerem-se dos predadores.
A intoxicação por solanina é caracterizada por alterações gastrointestinais (diarreia, vômito e dor abdominal) e neurológicas (alucinações, dor de cabeça, etc.). A dose tóxica é de 2-5 mg por quilograma de peso corporal. Os sintomas se manifestam de  8 a 12 horas após a ingestão.